# Peso mínimo
Peso mínimo o peso paja es una categoría competitiva del boxeo y otros deportes de combate que agrupa a competidores de poco peso, siendo la clasificación más baja 
en estas disciplinas. La categoría es denominada de manera distinta en diferentes países de habla hispana y también por las diferentes asociaciones reguladoras del boxeo. La FIB y la OMB lo denominan "peso minimosca", pero las demás asociaciones denominan como peso minimosca a la categoría de peso inmediatamente superior (hasta 108 libras o 49 kilos).
Se trata de la categoría de menor peso. En el boxeo profesional la categoría abarca a los púgiles que pesan menos de 47,627 kilos (105 lb). En el boxeo amateur existe solo para mujeres y cadetes (menores de edad) y abarca a los boxeadores que pesan menos de 46 kilos (101,42 lb).
En el boxeo profesional es la categoría más liviana, mientras que la inmediata superior es el peso minimosca. En el boxeo amateur se trata de categoría más liviana para mujeres y cadetes, en tanto que la inmediata superior es el peso minimosca.

## Historia
Se trata de una categoría relativamente reciente. La división fue originalmente introducida en 1968 para los Juegos Olímpicos de Verano de México con el nombre de Peso Mosca Ligero. Sin embargo, esta no fue reconocida por ninguno de los grandes organismos internacionales que rigen el boxeo profesional. 
En junio de 1987, la Federación Internacional de Boxeo (FIB) inauguró la división profesionalmente pactando una pelea entre el coreano Kyung-Yun Lee y el japonés Masaharu Kawakami. Lee derrotó a Kawakami para convertirse en el campeón inaugural de la división.
La división luego fue reconocida por el Consejo Mundial de Boxeo (CMB) en octubre de 1987, la Asociación Mundial de Boxeo (AMB) en enero de 1988, y la Organización Mundial de Boxeo (OMB) en agosto de 1989. Mientras que la prestigosa revista Ring no comenzó a reconocerla sino hasta 1997.
Históricamente, esta categoría ha estado dominada por los luchadores latinoamericanos (mexicanos, nicaragüenses, colombianos, argentinos, panameños, venezolanos y dominicanos) y asiáticos (japoneses, chinos, tailandeses, filipinos, coreanos e indonesios).

## Mujeres y cadetes
En el boxeo profesional no existen diferencias entre varones y mujeres, en lo relativo a los límites entre las categorías, con la aclaración que entre las mujeres no existe la categoría de peso crucero y por lo tanto la categoría máxima es peso pesado, que tiene un límite inferior menor.
En el boxeo amateur sí existen diferencias en los límites de las categorías, entre los varones mayores (adultos y juniors), con respecto a las mujeres y los cadetes (menores de edad). En el caso de la categoría mínima, la diferencia radica en que no existe para los varones mayores. Es la categoría más liviana para mujeres y cadetes, y no tiene límite inferior. Tiene como límite máximo 46 kilos.

## Lista de campeones en el boxeo amateur

### Campeones olímpicos
- 1968 –  Francisco Rodríguez
- 1972 –  György Gedó
- 1976 –  Jorge Hernández
- 1980 –  Shamil Sabirov
- 1984 –  Paul Gonzales
- 1988 –  Ivailo Marinov
- 1992 –  Rogelio Marcelo
- 1996 –  Daniel Petrov
- 2000 –  Brahim Asloum
- 2004 –  Yan Bartelemí Varela
- 2008 –  Zou Shiming

### Campeones europeos
- 1969 –  György Gedó
- 1971 –  György Gedó
- 1973 –  Vladislav Sasypko
- 1975 –  Aleksandr Tkachenko
- 1977 –  Henryk Średnicki
- 1979 –  Shamil Sabirov
- 1981 –  Ismail Mustafov
- 1983 –  Ismail Mustafov
- 1985 –  René Breitbarth
- 1987 –  Nszan Munczian
- 1989 –  Ivailo Marinov
- 1991 –  Ivailo Marinov
- 1993 –  Daniel Petrov
- 1996 –  Daniel Petrov
- 1998 –  Sergey Kazakov
- 2000 –  Valeriy Sydorenko
- 2002 –  Sergey Kazakov
- 2004 –  Sergey Kazakov
- 2006 –  David Ayrapetyan

### Campeones panamericanos
- 1971 –  Rafael Carbonell
- 1975 –  Jorge Hernández
- 1979 –  Héctor Ramírez
- 1983 –  Rafael Ramos
- 1987 –  Luis Román Rolón
- 1991 –  Rogelio Marcelo
- 1995 –  Edgar Velázquez
- 1999 –  Maikro Romero
- 2003 –  Yan Bartelemí Varela

## Campeones profesionales
Anexo:Campeones Profesionales del Peso Mínimo
| Campeones Actuales del Peso Mínimo o Peso Paja | Campeones Actuales del Peso Mínimo o Peso Paja | Campeones Actuales del Peso Mínimo o Peso Paja | Campeones Actuales del Peso Mínimo o Peso Paja | Campeones Actuales del Peso Mínimo o Peso Paja | Campeones Actuales del Peso Mínimo o Peso Paja |
| Asociación                                     | Desde                                          | Campeón                                        | Récord                                         | Defensas                                       |                                                |
| ---------------------------------------------- | ---------------------------------------------- | ---------------------------------------------- | ---------------------------------------------- | ---------------------------------------------- | ---------------------------------------------- |
| WBA                                            | 16 de noviembre de 2024                        | Oscar Collazo                                  | 11–0 (8 KO)                                    | 0                                              |                                                |
| WBC                                            | 31 de marzo de 2024                            | Melvin Jerusalem                               | 23–3 ( 12KO)                                   | 1                                              |                                                |
| IBF                                            | 28 de julio de 2024                            | Pedro Taduran                                  | 17–4–1 (13 KO)                                 | 0                                              |                                                |
| WBO                                            | 27 de mayo de 2023                             | Oscar Collazo                                  | 11–0 (8 KO)                                    | 4                                              |                                                |

Actualizado el 23/12/2024

## Boxeadores notables en el peso mínimo
Hombres:
- Ricardo López
- Iván Calderón
- Rosendo Álvarez
- Eagle Kyowa
- Chana Porpaoin
- Yutaka Niida

Mujeres:
- Wendy Rodríguez
- Jolene Blackshear
- Sarah Goodson